# Mikroøkonomi
Mikroøkonomi er et af de centrale forskningsområder inden for den økonomiske videnskab. I mikroøkonomi undersøger man, hvordan individer, husholdninger og virksomheder vælger, hvordan de skal allokere deres resurser, typisk på markeder for varer eller tjenester. Mikroøkonomi undersøger derved, hvorledes disse beslutninger påvirker udbuddet og efterspørgslen for varer og tjenester, og hvordan dette igen fastlægger priserne på de relevante markeder.
Dette er i modsætning til makroøkonomi, som beskæftiger sig med summen af den økonomiske aktivitet via emner såsom vækst, inflation og arbejdsløshed. Mikroøkonomi involverer også effekten af de nationale økonomiske politikker (såsom skiftende beskatningsniveauer) på de nævnte aspekter af økonomien.

## Temaer indenfor mikroøkonomi
Mikroøkonomi involverer flere områder og mange forskellige modeller. Mikroøkonomisk teori begynder typisk med studiet af et enkelt rationelt og nyttemaksimerende individ. For økonomer betyder rationalitet, at en person besidder stabile præferencer, der er både komplette og altid forsøger at maksimere egennytte.

### Efterspørgsel, udbud og ligevægt
En af de grundlæggende mikroøkonomiske teorier handler om prisfastsættelse og fastsættelse af udbud og efterspørgsel på et marked. Den konkluderer, at på et marked præget af fuldkommen konkurrence vil enhedsprisen for en bestemt vare variere, indtil den lægger sig på et punkt, hvor den efterspurgte mængde af forbrugerne vil svare til, hvad der leveres af virksomhederne, sådan at resultatet bliver en økonomisk ligevægt for både prisen og mængden af udvekslede varer.

### Markedsstruktur
Markedsstrukturen kan være en af en række forskellige former, hvor konkurrenceforholdene varierer med forskellige implikationer for effektiviteten på markedet:
- Fuldkommen konkurrence, hvor der ikke er hindringer for indtræden på markedet og et stort antal virksomheder og forbrugere, der hver for sig ikke har indflydelse på markedsprisen. På sådan et marked vil efterspørgselskurven være vandret.
- Monopol, hvor der kun er én udbyder af en vare eller tjenesteydelse
- Oligopol, hvor et marked er drevet af et lille antal virksomheder, der tilsammen står for det samlede udbud, og hver især har en betydelig markedsmagt
- Monopsoni, når der kun er én køber på et marked.
- Monopolistisk konkurrence, hvor der kan være mange forskellige udbydere, men de udbyder hver især et differentieret produkt, dvs. en vare, der adskiller sig lidt fra de øvrige udbyderes varer. Derfor har hver af virksomhederne en vis markedsmagt og står hver især over for en efterspørgselskurve, der ikke er vandret, men har en negativ hældning

Markeder med fuldkommen konkurrence vil naturligt føre til en pareto-optimal tilstand og derfor fungere efficient uden offentlig regulering, mens de øvrige nævnte markedsformer alle er udtryk for markedsfejl og derfor medfører forskellige forvridninger i fravær af en effektiv offentlig regulering. Institutioner som Konkurrence- og Forbrugerstyrelsen i Danmark og tilsvarende myndigheder i andre lande har til opgave at regulere konkurrenceforholdene på sådanne markeder for at undgå for store samfundsøkonomiske effektivitetstab som følge af den mangelfulde konkurrence. Disse institutioner trækker dermed i høj grad på grundlæggende resultater fra den mikroøkonomiske teori i deres arbejde.

### Måling af elasticitet
Elasticitet er måling af, hvor responsiv en økonomisk variabel er for en ændring i en anden variabel. Elasticitet kan opgøres som forholdet mellem den procentvise ændring i en variabel i forhold til den procentvise ændring i en anden variabel, når sidstnævnte variabel har en kausal indflydelse på førstnævnte. Det er et værktøj til at måle responsivteten af en variabel, eller for den funktion der afgør det, af ændringer i kausale variabler i en enhedsløs måde. Ofte anvendte elasticiteter omfatter priselasticitet, priselasticitet af udbuddet, indkomst efterspørgselselasticitet, substitutionselasticitet mellem produktionsfaktorer og elasticitet intertemporale substitution.

### Arbejdsmarkedsøkonomi
Arbejdsmarkedsøkonomi forsøger at forstå funktionen og dynamikken af markedet for lønarbejde.  'Arbejdsmarkedet'  fungere igennem samspillet imellem arbejdstagere og arbejdsgivere. Arbejdsmarkedsøkonomi omhandler udbuddet af arbejdskraft (arbejdere), i forhold til efterspørgslen efter arbejdskraft (arbejdsgivere) og forsøger på at forstå det resulterende mønster af løn, beskæftigelse og indkomst. I økonomi er arbejdskraft et mål for den mængde af arbejde, som er gjort af mennesker, som traditionelt er i kontrast til andre produktionsfaktorer såsom jord og kapital. Der er også teorier, som har udviklet et koncept kaldet 'humankapital' (med henvisning til de færdigheder arbejdstagere besidder, ikke nødvendigvis deres egentlige arbejde).

### Spilteori
Spilteori er en vigtig metode til at studere konkurrence og adfærd for interagerende økonomiske agenter. Applikationen af spilteori omfatter en bred vifte af økonomiske fænomener og tilgange, såsom auktioner, overenskomstforhandling, prissætning ved virksomhedsfusion, duopoler, oligopoler, dannelse af socialt netværk, og dertil på tværs af brede områder såsom adfærdsøkonomi, og politisk økonomi.

## Nobelpristagere
En række Nobelpristagere i økonomi har ydet vigtige bidrag inden for mikroøkonomi. Det gælder således Kenneth Arrow og Gérard Debreu, der beviste velfærdsøkonomiens første hovedsætning, ét af de mest fundamentale resultater inden for økonomisk teori. Andre eksempler er de tre Nobelprismodtagere fra 2007 Leonid Hurwicz, Eric Maskin og Roger Myerson. Samt modtageren af Nobelprisen i økonomi i 2014, franskmanden Jean Tirole, der har været manden bag mange vigtige resultater om den optimale regulering af virksomheder under forskellige former for ufuldkommen konkurrence - en branche af mikroøkonomien, der også er kendt som industriøkonomi.